# Società Polisportiva Ars et Labor 1930-1931
Questa pagina raccoglie le informazioni riguardanti la Società Polisportiva Ars et Labor nelle competizioni ufficiali della stagione 1930-1931.

## Stagione
Anche nella stagione 1930-1931 continua la maledizione. Questa volta la squadra di György Hlavay non ha rivali e vince il suo girone a suon di reti: ben 70 in 26 partite con una media di 2,69 reti a gara. Il bomber biancoazzurro di stagione è Mario Romani, che segna 32 reti in 31 partite (finali incluse), al quale si aggiungono Bruno Braga con 12 centri e Aldo Barbieri con 11.
Per la promozione in Serie B è cambiato intanto il regolamento, che da questa stagione prevede la disputa delle finali interregionali tra le vincitrici dei vari gironi. Pavia e Reggiana si dimostrano inferiori alla SPAL, ma la Comense ha invece qualcosa in più e si aggiudica entrambi i confronti diretti senza subire un gol. Per la SPAL invece è ancora una volta tutto da rifare. 

## Rosa
| N. |                   | Ruolo | Calciatore          |
| -- | ----------------- | ----- | ------------------- |
|    | Italia (bandiera) | P     | Alberto Beccati     |
|    | Italia (bandiera) | P     | Enzo Caselli        |
|    | Italia (bandiera) | P     | Bruno Festi         |
|    | Italia (bandiera) | D     | Pio Angelo Brindisi |
|    | Italia (bandiera) | D     | Arnaldo Calzolari   |
|    | Italia (bandiera) | D     | Olao Cerini         |
|    | Italia (bandiera) | D     | Mario Conte         |
|    | Italia (bandiera) | D     | Giancarlo Genesini  |
|    | Italia (bandiera) | D     | Luigi Olasi         |
|    | Italia (bandiera) | C     | Colsister Aramini   |
|    | Italia (bandiera) | C     | Ettore Baruzzi      |

| N. |                   | Ruolo | Calciatore        |
| -- | ----------------- | ----- | ----------------- |
|    | Italia (bandiera) | C     | Athos Bertacchini |
|    | Italia (bandiera) | C     | Bruno Bertacchini |
|    | Italia (bandiera) | C     | Ugo Guidetti      |
|    | Italia (bandiera) | C     | Carlo Melchior    |
|    | Italia (bandiera) | C     | Luigi Spanghero   |
|    | Italia (bandiera) | A     | Aldo Barbieri     |
|    | Italia (bandiera) | A     | Arrigo Benvenuti  |
|    | Italia (bandiera) | A     | Bruno Braga       |
|    | Italia (bandiera) | A     | Egidio Casazza    |
|    | Italia (bandiera) | A     | Mario Romani      |
|    | Italia (bandiera) | A     | Giovanni Villotti |

## Risultati

### Prima Divisione

#### Girone di andata
| Arbitro: | Salvagno (Trieste) |

|                            |           |                                                                    |
| Vulcano 18’ Martinello 35’ | Marcatori | 45’ Barbieri 53’ Guidetti 59’ Braga 71’ Melchior 77’ (rig.) Romani |

| Arbitro: | Pedroni (Milano) |

|                                     |           |               |
| Baruzzi 39’ Romani 40’ Melchior 79’ | Marcatori | 32’ Domancich |

| Arbitro: | Varalda (Padova) |

|              |           |                        |
| Bisigato 68’ | Marcatori | 25’ Baruzzi 85’ Romani |

| Arbitro: | Serra (Bologna) |

|           |           |               |
| Braga 55’ | Marcatori | 2’ Silingardi |

| Arbitro: | Ferro (Milano) |

|                                           |           |            |
| Romani 42’ Blason 47’ (aut.) Melchior 82’ | Marcatori | 75’ Gorini |

| Arbitro: | Lupini (Bergamo) |

|                           |           |            |
| Mascotto 30’ Zampieri 75’ | Marcatori | 15’ Romani |

| Arbitro: | Mazzoletti (Cremona) |

|                                             |           |                                                       |
| Melloni 9’ (rig.), 40’ (rig.) Bortolini 81’ | Marcatori | 2’ Bertacchini 4’ (rig.), 11’ (rig.) Romani 50’ Braga |

| Arbitro: | Rovero (Voghera) |

|  |           |                          |
|  | Marcatori | 18’ Facchini 25’ Castori |

| Arbitro: | Rubinato (Venezia) |

|                                          |           |  |
| Barbieri 25’ Romani 52’ (rig.) Braga 87’ | Marcatori |  |

| Arbitro: | Mazzoletti (Cremona) |

|                          |           |                      |
| Dicovich 9’ Cerdonio 62’ | Marcatori | 11’, 16’, 61’ Romani |

| Arbitro: | Carletti (Ancona) |

|                                        |           |                |
| Lulich 11’ (aut.) Braga 35’ Romani 70’ | Marcatori | 68’ Frascaroli |

| Arbitro: | Bonello (Venezia) |

|                   |           |              |
| Busidoni 11’, 38’ | Marcatori | 50’ Brindisi |

| Arbitro: | Guarnieri (Milano) |

|                                                                       |           |             |
| Romani 23’, 62’, 64’, 67’ (rig.) Braga 27’, 89’ Baruzzi 52’, 55’, 81’ | Marcatori | 60’ Zanotto |

#### Girone di ritorno
| Arbitro: | Veritti (Udine) |

|                                                               |           |                                        |
| Braga 1’, 12’ Spanghero 10’ Romani 13’, 25’, 27’ Melchior 32’ | Marcatori | 47’ Piasentin 65’ Simonato 89’ Vulcano |

| Arbitro: | Gardenghi (Brescia) |

|          |           |  |
| Zenko 2’ | Marcatori |  |

| Arbitro: | Badiani (Prato) |

|                               |           |  |
| Braga 60’ (rig.) Barbieri 74’ | Marcatori |  |

| Arbitro: | Quilleri (Brescia) |

|             |           |                           |
| Caliumi 89’ | Marcatori | 12’ Braga 80’, 84’ Romani |

| Arbitro: | Ziglioli (Crema) |

|              |           |              |
| Wilfling 32’ | Marcatori | 10’ Barbieri |

| Arbitro: | Armani (Rovereto) |

|                               |           |  |
| Spanghero 57’ Romani 79’, 85’ | Marcatori |  |

| Arbitro: | Veritti (Udine) |

|                                                    |           |  |
| Romani 28’ Spanghero 43’ Villotti 76’ Barbieri 83’ | Marcatori |  |

| Arbitro: | Bonello (Venezia) |

|                 |           |                                       |
| Lolli I 2’, 20’ | Marcatori | 46’ Calzolari 50’ Barbieri 66’ Romani |

| Arbitro: | Guarnieri (Milano) |

|                           |           |                                    |
| Vallari 35’ Lazzarini 36’ | Marcatori | 67’ (rig.) Calzolari 86’ Spanghero |

| Arbitro: | Fornarelli (Bari) |

|            |           |  |
| Romani 54’ | Marcatori |  |

| Arbitro: | Salvagno (Trieste) |

|                |           |                          |
| Frascaroli 43’ | Marcatori | 65’ Spanghero 75’ Romani |

| Arbitro: | Salvadori (Pisa) |

|                         |           |  |
| Braga 22’ Calzolari 66’ | Marcatori |  |

| Arbitro: | Mattea (Torino) |

|                                |           |                   |
| Griggio 43’ (rig.) Spinato 49’ | Marcatori | 28’, 68’ Barbieri |

#### Girone finale
| Arbitro: | Dall'Era (Brescia) |

|                      |           |                                           |
| Pignattelli 16’, 78’ | Marcatori | 6’ Spanghero 28’ Barbieri 40’, 46’ Romani |

| Arbitro: | Mazza (Genova) |

|  |           |                            |
|  | Marcatori | 57’ Sacchi 65’ Pasqualetto |

| Arbitro: | Mattea (Torino) |

|                                              |           |                               |
| Romani 12’ Barbieri 43’ Ergellini 84’ (aut.) | Marcatori | 17’ (aut.) Caselli 75’ Zucchi |

| Arbitro: | Scarpi (Dolo) |

|                 |           |  |
| Romani 55’, 75’ | Marcatori |  |

| Arbitro: | Bertoli (Vicenza) |

|                                    |           |  |
| Sacchi 15’ Romano 40’ Preziati 89’ | Marcatori |  |

| Arbitro: | Mastellari (Bologna) |

|                |           |                      |
| Gorla 35’, 85’ | Marcatori | 10’ Romani 20’ Conte |

## Statistiche

### Statistiche di squadra
| Competizione    | Punti | In casa | In casa | In casa | In casa | In casa | In casa | In trasferta | In trasferta | In trasferta | In trasferta | In trasferta | In trasferta | Totale | Totale | Totale | Totale | Totale | Totale | DR  |
| Competizione    | Punti | G       | V       | N       | P       | Gf      | Gs      | G            | V            | N            | P            | Gf           | Gs           | G      | V      | N      | P      | Gf     | Gs     | DR  |
| --------------- | ----- | ------- | ------- | ------- | ------- | ------- | ------- | ------------ | ------------ | ------------ | ------------ | ------------ | ------------ | ------ | ------ | ------ | ------ | ------ | ------ | --- |
| Prima Divisione | ..    | ..      | ..      | .       | .       | ..      | ..      | ..           | .            | .            | .            | ..           | ..           | ..     | ..     | .      | .      | ..     | ..     | +.. |

### Statistiche dei giocatori
| Giocatore  | Prima Divisione | Prima Divisione |
| Giocatore  | Presenze        | Reti            |
| ---------- | --------------- | --------------- |
| [[.\|. .]] | 0               | 0               |
| [[.\|. .]] | 0               | 0               |
| [[.\|. .]] | 0               | 0               |
| [[.\|. .]] | 0               | 0               |